# Cameră obscură
Camera obscură poate fi definită ca fiind o copie tehnică a ochiului animal. Anatomic, ochiul este un organ deosebit de complex, servind la transformarea imaginilor geometrice ale corpurilor în senzații vizuale.

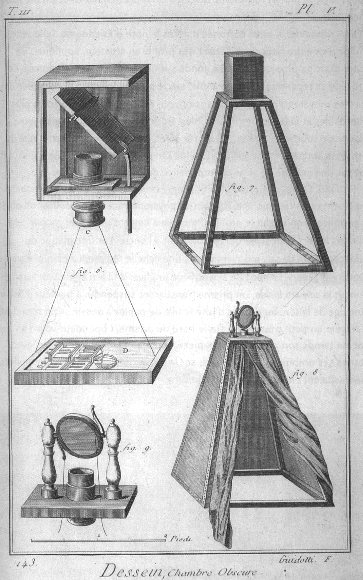
Diferite tipuri de camere obscure

Din punct de vedere al opticii geometrice, el constituie un sistem optic format din trei medii transparente: umoare apoasă, cristalinul și umoarea sticloasă. Acestea se găsesc în interiorul globului ocular, mărginit în exterior de o membrană rezistentă numită sclerotică, opacă peste tot, exceptând o porțiune din față, care este transparentă și de formă sferică, cunoscută sub numele de corneea transparentă. Pe planul opus corneei se află o membrană cu celule senzoriale numită retină. Lumina pătrunde prin cornee și cade pe retină, unde formează o imagine reală și răsturnată a obiectelor privite, transmisă prin nervul optic la creier.
Prin analogie camera obscură este asemenea ochiului omenesc, aceasta fiind formată dintr-o cutie paralelipipedică cu un interior de culoare neagră (globul ocular), cu o deschidere foarte mică. Ulterior s-a montat o lentilă convergentă (rol îndeplinit la ochi de ansamblul cornee - cristalin) și, paralel cu deschizătura, un ecran alb sau un ecran mat transparent pe care se poate privi o imagine reală și răsturnată (retina).
Într-o definiție generală, camera obscură este o încăpere neluminată în care se execută developarea, fixarea și alte operații fotografice.

## Istoric
Principiile camerei obscure erau cunoscute de foarte mult timp, încă din antichitate. Astfel, egiptologii, la unul din templele zeului Ra, au descoperit un sistem "cameră obscură", unde Ra la răsăritul soarelui era proiectat pe un perete al templului.
In secolul XV, Leonardo da Vinci, celebrul sculptor, arhitect și inginer, descoperă și definește că formarea imaginii într-o cameră obscură se datorează în primul rând proprietății razelor de lumină de a se propaga în linie dreaptă și tocmai acestui fapt, imaginea este răsturnată. Datorită faptului că nu se putea obține o imagine clară a obiectului luminos, întrucât nu se putea practica un orificiu foarte mic care să permită trecerea unei singure raze luminoase, era necesar îmbunătățirea sistemului. 

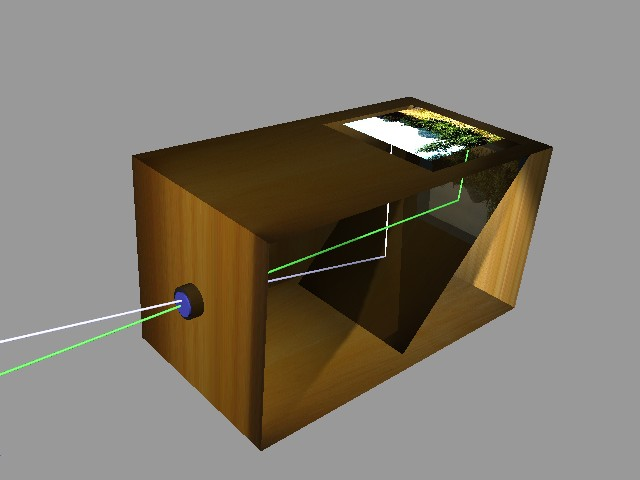
Cameră obscură care folosește o oglindă plană pentru a reproiecta imaginea pe un ecran exterior

In jurul anului 1500, anatomiștii ajung să definească funcționarea ochiului. In aceste condiții Cardano, care studia structura ochiului și legile vederii, a reușit să perfecționeze vechea cameră obscură, pornind de la analogia că în deschizătura ochiului cristalinul funcționează ca o lentilă convergentă și înzestrează camera obscură cu acest element tehnic. Rezultatul a fost o imagine clară, reală, răsturnată și mult mai luminoasă.
Câțiva ani mai târziu, fizicianul italian Giambatista della Porta, îmbunătățește această invenție, imaginea captată de o oglindă plană (în loc de ecran), este reproiectată pe un ecran exterior, pentru a fi scrisă cu creionul. Metoda a fost folosită de o serie de pictori portretiști pentru a reda cât mai fidel chipurile clienților lor.

## Aplicațiile camerei obscure

### Aparatul fotografic
Aparatul fotografic este dispozitivul cu care se poate înregistra o imagine statică din mediul înconjurător, imaginea obținută numindu-se fotografie. 

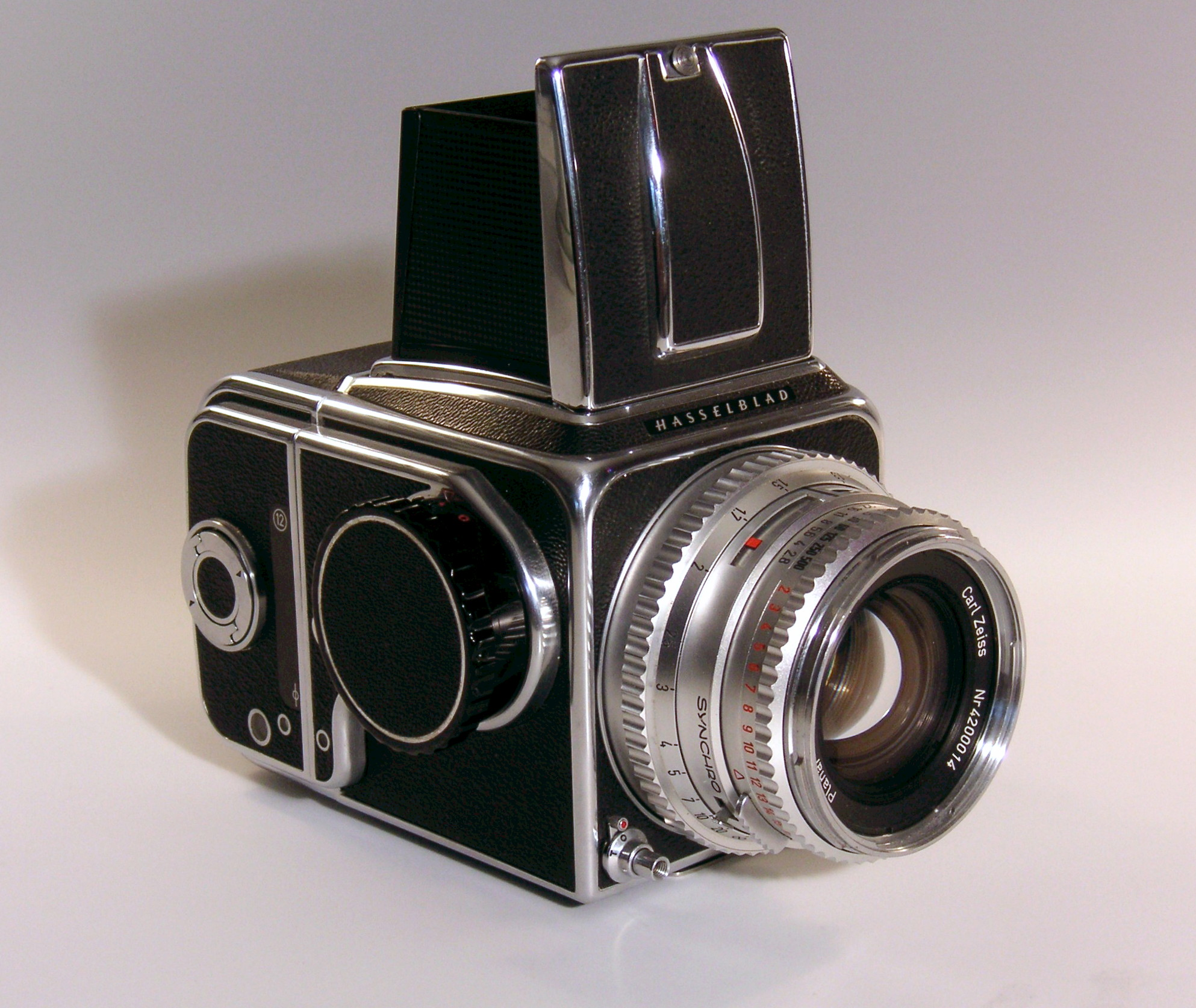
Aparat fotografic Hasselblad cu rolfilm cu lățimea de 60 mm

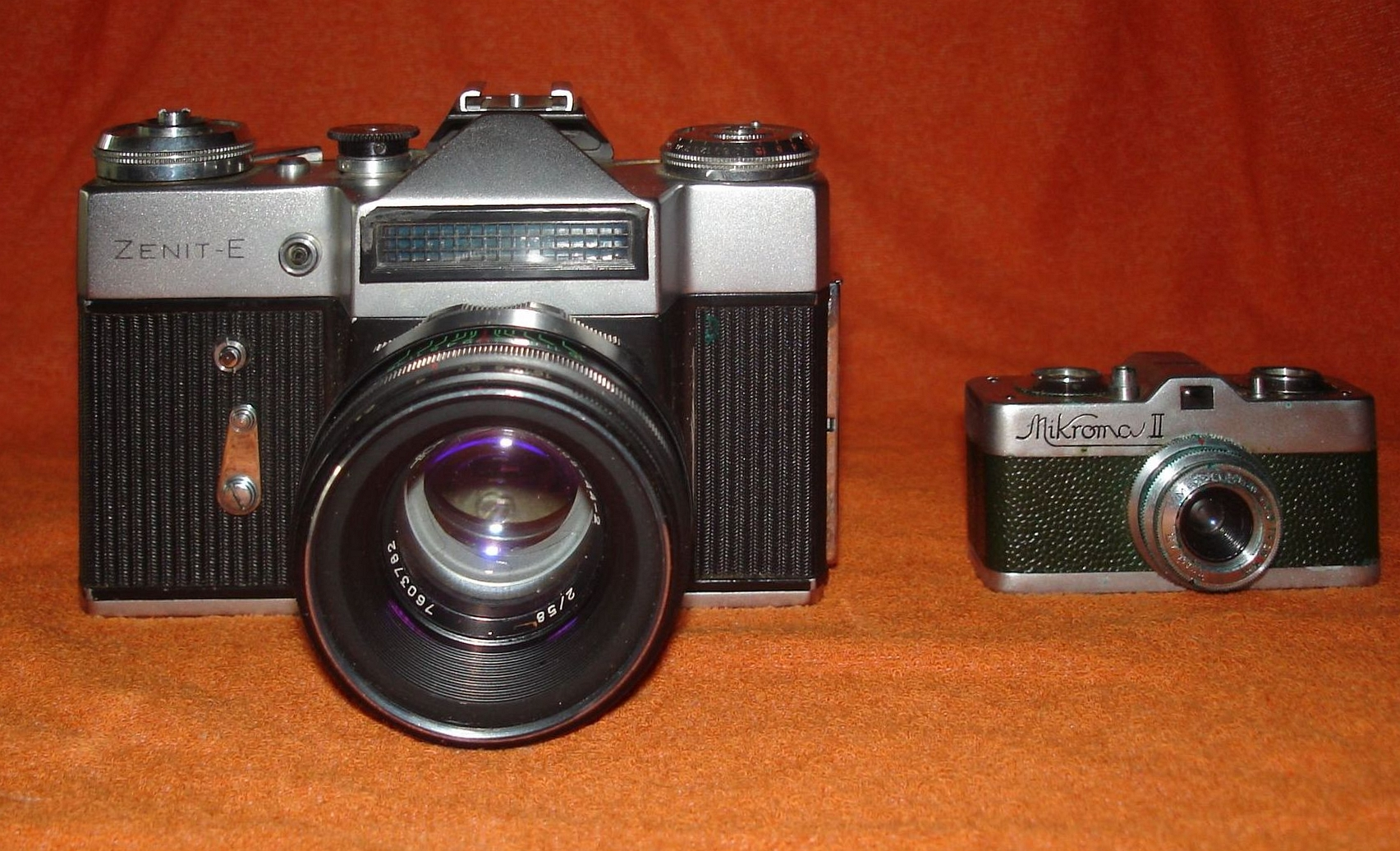
Aparate foto cu film perforat: Zenit (lățime 35 mm) și Meopta-Mikroma II (lățime 16 mm)

Se compune dintr-o carcasă închisă camera obscură propriu-zisă, pe care se află montate elementele principale ale aparatului fotografic.
Elementele principale ale aparatului fotografic sunt: 
1. obiectivul, care este un ansamblu de lentile cu ajutorul cărora se obține o imagine reală fără aberație pe o placă fotografică, peliculă sau hârtie, toate cu o emulsie fotosensibilă.
În interiorul aparatului fotografic se află :
2. culoarul peliculei (rama de fixare a plăcii) aflat într-un plan perpendicular pe axul optic,
3. fereastra de expunere,
4. materialul fotosensibil pe suportul său în funcție de tipul aparatului,
5. bobine debitoare sau receptoare în cazul peliculei fotosensibile,
6. diafragma variabilă sau irisul necesar modificării diametrului util al obiectivului,
7. sistemul de obturare care face reglarea timpului de expunere,
8. sistemul de reglaj al aducerii imaginii în planul materialului fotografic (peliculă, placă fotografică sau hârtie fotografică).
9. sistemul de antrenare al peliculei după fiecare expunere și totodată de armare pentru a declașa următoarea expunere,
10. sistemul de vizare.

### Aparatul de filmat
Se poate spune că este un aparat foto complex care are posibilitatea să înregistreze una după alta fotografiile, care acum se numesc fotograme, având un mecanism de transport sacadat al peliculei fotosensibile, putând înregistra fazele succesive ale mișcării. Mecanismul consta intr-o portita de expunere, grifa si canale de ghidaj.
Mecanismul de transport sacadat al peliculei este pus în mișcare printr-un dispozitiv cu arc sau cu motor electric. Inițial la aparatele începuturilor cinematografiei erau puse în mișcare manual.
Carcasa aparatului poate fi izolată și fonic (blimp) pentru a nu se auzi mersul aparatului, în condițiile filmărilor în studiouri.
Obiectivele pot fi așezate pe o turelă prinsă de aparat.
Au montate două casete ermetice pătrunderii luminii cu capacități între 30 – 300 m peliculă fotosensibilă , în funcție unde sunt folosite - reportaj sau platou de filmare.
Aparatele de filmare sunt după genul filmării : 
- aparate normale
- speciale (pentru filmări sub apă, filmări cadru cu cadru în producția de desene animate, filmări rapide).

După utilizare sunt :
- aparate pentru amatori cu peliculă de 16 mm, 8 mm,8 mm super
- aparate profesionale cu peliculă de 35 mm sau Tood AO 70 mm folosite în studiourilor de producție film.

Intrucât la filmare este necesară o bună stabilitate a peliculei în fereastra de expunere, mecanismul de transport sacadat este cel cu grifă, subliniind că la aparatele profesionale se folosește cel cu grifă și contragrifă.

## Tipuri de obiective la aparatele foto și filmat
Obiectiv cu distanță focală fixă
1. Obiectiv cu distanță focală scurtă (grandangular) - 20, 30, 40 mm. Acesta are un unghi de cuprindere mare, o mare claritate în profunzime și mărește efectul de adâncime.
2. Obiectiv cu distanță focală normală (standard) - 50 mm. Obiectivul "vede" ca un ochi uman.
3. Obiectiv cu distanță focală lungă (teleobiectiv) - 45–400 mm. Acesta creează un unghi foarte îngust de cuprindere, îmbrățișează un câmp mic, obiectivul ocupând toată fotograma. Profunzimea este slabă și apare fenomenul de aplatizare a imaginii (se turtește relieful).

Obiectiv cu distanță focală variabilă
- Cuprinde toate caracteristicile celorlalte categorii. Poartă și denumirea de zoom, preluată din limba engleză.